# Dobrich Challenger II 2024
Il Dobrich Challenger II 2024 è stato un torneo maschile di tennis professionistico. È stata la 2ª edizione del torneo, facente parte della categoria Challenger 50 nell'ambito dell'ATP Challenger Tour 2024, con un montepremi di 36 000 €. Si è giocato dal 9 al 15 settembre 2024 sui campi in terra rossa di Dobrič, in Bulgaria.

## Partecipanti

### Teste di serie
| Nazionalità | Giocatore            | Ranking* | Testa di serie |
| ----------- | -------------------- | -------- | -------------- |
| Francia     | Valentin Royer       | 200      | 1              |
| Italia      | Stefano Travaglia    | 214      | 2              |
| Regno Unito | Oliver Crawford      | 225      | 3              |
| Canada      | Liam Draxl           | 263      | 4              |
| Italia      | Francesco Maestrelli | 269      | 5              |
| Italia      | Lorenzo Giustino     | 275      | 6              |
| Italia      | Enrico Dalla Valle   | 280      | 7              |
| Francia     | Clément Tabur        | 292      | 8              |
| Bulgaria    | Dimitar Kuzmanov     | 317      | 9              |

* Ranking al 26 agosto 2024.

### Altri partecipanti
I seguenti giocatori hanno ricevuto una wild card per il tabellone principale:
- Dinko Dinev
- Alexander Donski
- Ivan Ivanov

Il seguente giocatore è entrato in tabellone come alternate:
- Genaro Alberto Olivieri

I seguenti giocatori sono passati dalle qualificazioni:
- Filippo Romano
- Robert Strombachs
- Max Alcalá Gurri
- Frederico Ferreira Silva
- Kimmer Coppejans
- Christoph Negritu

## Punti e montepremi
| Torneo    | Torneo              | V     | F     | SF    | QF    | 2T  | 1T  | Q | Q2  | Q1  |
| Singolare | Punti               | 50    | 25    | 14    | 8     | 4   | 0   | 3 | 1   | 0   |
| Singolare | Premi in denaro (€) | 4 910 | 2 950 | 1 735 | 1 000 | 600 | 360 | – | 180 | 110 |
| Doppio    | Punti               | 50    | 25    | 14    | 8     | –   | 0   | – | –   | –   |
| Doppio    | Premi in denaro (€) | 1 900 | 1 110 | 670   | 390   | –   | 225 | – | –   | –   |

## Campioni

### Singolare
Guy den Ouden ha sconfitto in finale  Jelle Sels con il punteggio di 6–2, 6–3.

### Doppio
Liam Draxl /  Cleeve Harper hanno sconfitto in finale  Francesco Maestrelli /  Filippo Romano con il punteggio di 6–1, 3–6, [12-10].